# Gregor Paulsson
Nils Bernhard Gregor Paulsson, född 27 augusti 1889 i Helsingborg, död 14 februari 1977 i Vikens församling, Höganäs kommun, var en svensk konsthistoriker, främst aktiv vid Uppsala universitet. 

## Biografi
Paulsson, som var son till en skräddarmästare, studerade vid Lunds universitet, där han tog doktorsgraden 1915 med en avhandling om Skånes konsthistoria från renässansen. 
Vid Hemutställningen 1917, som slog ett slag för "den vackra vardagsvaran", var Paulsson presskommissarie och drivande kraft. Han skrev 1919 den mycket uppmärksammade propagandapublikationen "Vackrare vardagsvara" för Svenska Slöjdföreningen. I "Vackrare vardagsvara" förespråkar Paulsson att konsten ska föras in i fabrikerna. Vackra ting med genomtänkt formgivning och utsmyckning ska bli tillgänglig för alla. 
Redan 1913 blev han amanuens vid Nationalmuseum och 1916-24 var han intendent vid samma museum. Han var även ordförande för Svenska Slöjdföreningen (nu Svensk Form) 1920-1934 och från 1920 docent vid Stockholms högskola. Han arbetade med svenska konsthantverksavdelningen vid världsutställningen i Paris 1925 och vid utställningen i USA 1927, samt var generalkommissarie vid Stockholmsutställningen 1930 och förespråkade i samband med den funktionalismen. Tillsammans med Gunnar Asplund, Wolter Gahn, Sven Markelius, Uno Åhrén och Eskil Sundahl författade han 1931 kampskriften "acceptera", som gick ut på att den nya tidens formspråk, d.v.s. funktionalismen, måste accepteras.
Mellan 1934 och 1956 var Paulsson professor i konsthistoria vid Uppsala universitet. Som konsthistoriker sysslade han framför allt med konstteoretiska problem och sökte dels klarlägga sambandet mellan konstens utveckling och samhällets, dels ge konsten en psykologisk tolkning, t. ex. i Konstverkets byggnad (1942), där de konstnärliga formerna tolkas som bärare av olika känslor, eller Svensk stad (1950-53), där han med medarbetare har studerat stadsmiljöers beroende av sociologiska förhållanden.
År 1960 blev han hedersdoktor vid Basel. 1961 belönades han med KTHs stora pris. Han var gift med Ester Wägner, syster till författaren Elin Wägner.
Bland hans skrifter märks Den nya arkitekturen (1916), The creative element in art (1923), samt Tanke och form i konsten (1933).